# Амарал, Франсишку Шавьер
Франсишку Шавьер ду Амарал (порт. Francisco Xavier do Amaral, 3 декабря 1937, Turiscai, Португальский Тимор — 6 марта 2012, Дили, Восточный Тимор) — государственный деятель Восточного Тимора, первый президент страны (1975) до вторжения Индонезии.

## Биография
Принадлежал к народу мамбаи. Родился в семье одного из тиморских вождей — Лиуриая (Liurais). Окончил иезуитскую семинарию Святого Хосе в Макао, получив возможность стать священником. Однако вместо этого в 1963 г. он поступил на работу в таможню Дили. При этом он становится одним из самых известных политических активистов и интеллектуалов Восточного Тимора. В 1974 г. вместе с Николау Лобату и Жозе Рамушем-Орта он основал Революционный фронт за независимость Восточного Тимора (ФРЕТИЛИН). В качестве главы этой организации он был провозглашен на мероприятия по случаю объявления независимости Мозамбика.
28 ноября 1975 г. Амарал провозгласил независимость Восточного Тимора от Португалии, и был приведён к присяге в качестве первого президента страны. Однако уже через девять дней, 7 декабря, после вторжения индонезийских войск он был вынужден скрываться в горах. В 1977 г. он подал в отставку с поста руководителя партии из-за несогласия с её политикой в отношении политики индонезийской оккупации Восточного Тимора. После обвинений со стороны однопартийцев в измене вследствие ведения переговоров с индонезийцами и фактически находился в роли пленного.
В 1978 г. был захвачен оккупационными войсками и находился под домашним арестом, проживая у командующего отделением спецвойск в Тиморе полковника Дадинга Калбуади, сначала на Бали, а с 1983 г. — в Джакарте. Власти Индонезии периодически использовали Амарала в пропагандистских целях, в 1979 г. — его назначили номинальным вице-губернатором Восточного Тимора. В 1993 г. он был включен в состав делегации, которую Индонезия сформировала для проведения переговоров по статусу Тимора в Кембридже.
После провозглашения независимости страны в 1999 г. политик возвращается на родину. Несмотря на реабилитацию со стороны ФРЕТИЛИН, в 2001 г. он создает собственную консервативную партию — Тиморскую социал-демократическую ассоциацию, которая существовала с 1970 г., но была переименована во ФРЕТИЛИН. От ассоциации он был избран в парламент страны, депутатом которого оставался до самой смерти. Выдвигал свою кандидатуру на президентских выборах 2002 г., но получил лишь 17,3 % голосов избирателей, в 2007 г. его поддержали 14,39 % проголосовавших. Вместе с другими кандидатами-неудачниками пытался оспорить результаты выборов в Верховном суде, однако безуспешно.
В апреле 2011 года на пост председателя социал-демократической ассоциации вместо него был избран Альберту ду Кошта.